# Nemzeti Bajnokság I (handbal feminin)
Nemzeti Bajnokság I (în română Campionatul Național I, abreviat în general NB I) este principala competiție de handbal feminin intercluburi din Ungaria. Campionatul este administrat de Federația Ungară de Handbal.

## Istoric
Prima ediție a ligii feminine ungare de handbal a avut loc în 1951. În acel an au participat doar patru echipe, care au jucat una împotriva celeilalte. Csepeli Vasas SK au devenit campioane, la egalitate de puncte cu Budapest Vörös Meteor Közért, dar cu un golaveraj superior. Sezonul următor, Vörös Meteor și-au luat revanșa și au cucerit titlul în fața lui Csepel.
Anii care au urmat au fost caracterizați de hegemonii pe termen lung ale unor echipe: Budapesti Spartacus SC au câștigat șapte titluri între 1960 și 1967, în timp ce Vasas SC au obținut 13 medalii de aur între 1972 și 1985.
În anii '90, Ferencvárosi TC au avut un rol dominant. În sezonul 1992–93, după ce au terminat pe prima poziție în sezonul regulat, au cedat titlul în playoff, dar un an mai târziu au câștigat competiția. Până în 2002, Ferencváros au obținut alte cinci titluri. Singura echipă care a reușit să le întrerupă dominarea a fost Dunaferr, în 1998, având-o drept componentă de bază pe Bojana Radulovics. Echipa din Dunaújváros a câștigat cinci titluri până 2004, când, după ce terminase pe podium de nouă ori la rând fără să obțină titlul, Győri Graboplast ETO KC au reușit în sfârșit să devină campioane.
De atunci, Győri ETO KC, având susținerea sponsorului principal, producătorul de automobile Audi, a câștigat, cu două excepții, toate titlurile.

## Formatul competițional
La început, doar patru echipe participau în campionatul național. Ulterior, liga a fost lărgită, mai întâi la 6, apoi la 12, iar mai târziu la 14 echipe. A existat și o perioadă scurtă cu 16 echipe împărțite în două grupe, dar ideea a fost abandonată după cinci sezoane. Din 2006, liga este alcătuită din 12 echipe. Campionatul s-a desfășurat într-un singur an calendaristic până în 1987, când s-a trecut la formatul toamnă-primăvară. În sezonul 2003–2004, clubul austriac Hypo Niederösterreich a jucat în liga maghiară ca echipă invitată, dar rezultatele obținute nu au contat la alcătuirea clasamentului final.

### Formatul curent
Formatul actual cuprinde 12 echipe. Fiecare din ele joacă două meciuri împotriva celorlalte în sezonul regulat, în sistem tur-retur, pe teren propriu și în deplasare. Primele patru echipe se califică în playoff, unde este folosit sistemul cea mai bună din trei meciuri. Echipele care au terminat sezonul regulat pe locurile 5-9, respectiv 10-12, își decid pozițiile finale în clasament într-o manșă de clasificare, folosindu-se sistemul toate contra toate, jucând șase etape suplimentare. În conformitate cu locul ocupat la finalul sezonului regulat, echipele primesc puncte bonus care se adaugă punctelor câștigate în postsezon. Ultimele două echipe clasate retrogradează în Nemzeti Bajnokság I/B.

## Sezonul actual

### Echipe
Cele 12 echipe ale sezonului 2013–14 sunt:
- Budapest Bank-Békéscsabai ENKSE
- Dunaújvárosi Kohász KA
- DVSC-TVP
- Eszterházy KFSC-Globál Safe
- ÉRD
- Fehérvár KC
- FTC-Rail Cargo Hungaria
- Győri Audi ETO KC
- MTK-Budapest SE
- Siófok KC-Galerius Fürdő
- Ipress Center-Vác
- Veszprém Barabás Duna Takarék KC

## Lista campioanelor

### Campioanele după ani
| Sezon | Câștigătoare           |
| ----- | ---------------------- |
| 1951  | Csepeli Vasas SK       |
| 1952  | Vörös Meteor Füszért   |
| 1953  | Debreceni Petőfi SK    |
| 1954  | Csepeli Vasas SK       |
| 1955  | Debreceni Törekvés SK  |
| 1956  | Csepeli Vasas SK       |
| 1957  | Győri Vasas ETO        |
| 1958  | Miskolci VSC           |
| 1959  | Győri Vasas ETO        |
| 1960  | Budapesti Spartacus SC |
| 1961  | Budapesti Spartacus SC |
| 1962  | Budapesti Spartacus SC |
| 1963  | Budapesti Spartacus SC |
| 1964  | Budapesti Spartacus SC |
| 1965  | Budapesti Spartacus SC |
| 1966  | Ferencvárosi TC        |
| 1967  | Budapesti Spartacus SC |
| 1968  | Ferencvárosi TC        |
| 1969  | Ferencvárosi TC        |
| 1970  | Bakony Vegyész         |
| 1971  | Ferencvárosi TC        |
| 1972  | Vasas SC               |
| 1973  | Vasas SC               |

| Sezon   | Câștigătoare             |
| ------- | ------------------------ |
| 1974    | Vasas SC                 |
| 1975    | Vasas SC                 |
| 1976    | Vasas SC                 |
| 1977    | Vasas SC                 |
| 1978    | Vasas SC                 |
| 1979    | Vasas SC                 |
| 1980    | Vasas SC                 |
| 1981    | Vasas SC                 |
| 1982    | Vasas SC                 |
| 1983    | Budapesti Spartacus SC   |
| 1984    | Vasas SC                 |
| 1985    | Vasas SC                 |
| 1986    | Budapesti Spartacus SC   |
| 1987    | DMVSC                    |
| 1988–89 | Építők SC                |
| 1989–90 | Építők SC                |
| 1990–91 | Hargita KC               |
| 1991–92 | Vasas CNC                |
| 1992–93 | Vasas-Dreher             |
| 1993–94 | Spectrum-Ferencvárosi TC |
| 1994–95 | Ferencvárosi TC-Spectrum |
| 1995–96 | FTC-Polgári Bank         |
| 1996–97 | Herz-Ferencvárosi TC     |

| Sezon   | Câștigătoare            |
| ------- | ----------------------- |
| 1997–98 | Dunaferr SE             |
| 1998–99 | Dunaferr SE             |
| 1999–00 | Herz-Ferencvárosi TC    |
| 2000–01 | Dunaferr SE             |
| 2001–02 | Herz-Ferencvárosi TC    |
| 2002–03 | Dunaferr SE             |
| 2003–04 | Dunaferr SE             |
| 2004–05 | Győri Graboplast ETO KC |
| 2005–06 | Győri Graboplast ETO KC |
| 2006–07 | Budapest Bank-FTC       |
| 2007–08 | Győri Audi ETO KC       |
| 2008–09 | Győri Audi ETO KC       |
| 2009–10 | Győri Audi ETO KC       |
| 2010–11 | Győri Audi ETO KC       |
| 2011–12 | Győri Audi ETO KC       |
| 2012–13 | Győri Audi ETO KC       |
| 2013–14 | Győri Audi ETO KC       |
| 2014–15 | FTC-Rail Cargo Hungaria |
| 2015–16 | Győri Audi ETO KC       |
| 2016–17 | Győri Audi ETO KC       |
| 2017–18 | Győri Audi ETO KC       |
| 2018–19 | Győri Audi ETO KC       |
| 2019–20 | –                       |
| 2020–21 | FTC-Rail Cargo Hungaria |
| 2021–22 | Győri Audi ETO KC       |

### Titluri după club
| Echipă                     | Număr de titluri | Anii obținerii titlurilor                                                                      |
| -------------------------- | ---------------- | ---------------------------------------------------------------------------------------------- |
| Győri ETO KC               | 16               | 1957, 1959, 2005, 2006, 2008, 2009, 2010, 2011, 2012, 2013, 2014, 2016, 2017, 2018, 2019, 2022 |
| Vasas SC                   | 15               | 1972, 1973, 1974, 1975, 1976, 1977, 1978, 1979, 1980, 1981, 1982, 1984, 1985, 1992, 1993       |
| Ferencvárosi TC            | 13               | 1966, 1968, 1969, 1971, 1994, 1995, 1996, 1997, 2000, 2002, 2007, 2015, 2021                   |
| Budapesti Spartacus SC     | 9                | 1960, 1961, 1962, 1963, 1964, 1965, 1967, 1983, 1986                                           |
| Dunaferr                   | 5                | 1998, 1999, 2001, 2003, 2004                                                                   |
| Csepeli Vasas              | 3                | 1951, 1954, 1956                                                                               |
| Építők SC (sau Hargita KC) | 3                | 1989, 1990, 1991                                                                               |
| Debreceni VSC              | 2                | 1955, 1987                                                                                     |
| Bakony Vegyész Veszprém    | 1                | 1970                                                                                           |
| Miskolci VSC               | 1                | 1958                                                                                           |
| Debreceni Petőfi SK        | 1                | 1953                                                                                           |
| Budapest Vörös Meteor      | 1                | 1952                                                                                           |

## Clasament EHF
Pentru sezonul 2019-2020
| Rang | Evoluție | Rang 2018/19 | Campionat          | Coeficient |
| ---- | -------- | ------------ | ------------------ | ---------- |
| 1    | ▬        | (1)          | Nemzeti Bajnokság  | 130,00     |
| 2    | ▲        | (4)          | Liga Națională     | 111,86     |
| 3    | ▬        | (3)          | Superliga          | 98,86      |
| 4    | ▼        | (2)          | Tomsligaen         | 92,43      |
| 5    | ▲        | (7)          | LFH                | 73,43      |
| 6    | ▼        | (5)          | Eliteserien        | 68,14      |
| 7    | ▼        | (6)          | Bundesliga         | 63,86      |
| 8    | ▬        | (8)          | Skopsko Super Liga | 58,10      |
| 9    | ▬        | (9)          | Prva Liga          | 39,90      |
| 10   | ▬        | (10)         | Elitserien Damer   | 32,10      |

Pentru sezonul 2018-2019
| Rang | Evoluție | Rang 2017/18 | Campionat          | Coeficient |
| ---- | -------- | ------------ | ------------------ | ---------- |
| 1    | ▲        | (2)          | Nemzeti Bajnokság  | 114,13     |
| 2    | ▼        | (1)          | Tomsligaen         | 103,88     |
| 3    | ▬        | (3)          | Superliga          | 96,88      |
| 4    | ▲        | (5)          | Liga Națională     | 81,75      |
| 5    | ▼        | (4)          | Eliteserien        | 73,13      |
| 6    | ▬        | (6)          | Bundesliga         | 70,38      |
| 7    | ▬        | (7)          | LFH                | 69,44      |
| 8    | ▲        | (9)          | Skopsko Super Liga | 49,82      |
| 9    | ▼        | (8)          | Prva Liga          | 48,91      |
| 10   | ▬        | (10)         | Elitserien Damer   | 31,45      |

Pentru sezonul 2017-2018
| Rang | Evoluție | Rang 2016/17 | Campionat          | Coeficient |
| ---- | -------- | ------------ | ------------------ | ---------- |
| 1    | ▬        | (1)          | Tomsligaen         | 113,33     |
| 2    | ▬        | (2)          | Nemzeti Bajnokság  | 110,56     |
| 3    | ▬        | (3)          | Superliga          | 91,44      |
| 4    | ▬        | (4)          | Eliteserien        | 68,33      |
| 5    | ▲        | (7)          | Liga Națională     | 66,22      |
| 6    | ▼        | (5)          | Bundesliga         | 64,67      |
| 7    | ▼        | (6)          | LFH                | 56,64      |
| 8    | ▬        | (8)          | Prva Liga          | 47,33      |
| 9    | ▲        | (10)         | Skopsko Super Liga | 41,58      |
| 10   | ▲        | (11)         | Elitserien Damer   | 34,67      |

Pentru sezonul 2016-2017
| Rang | Evoluție | Rang 2015/16 | Campionat          | Coeficient |
| ---- | -------- | ------------ | ------------------ | ---------- |
| 1    | ▲        | (2)          | Tomsligaen         | 108,99     |
| 2    | ▼        | (1)          | Nemzeti Bajnokság  | 100,44     |
| 3    | ▬        | (3)          | Superliga          | 84,00      |
| 4    | ▬        | (4)          | Eliteserien        | 74,22      |
| 5    | ▲        | (6)          | Bundesliga         | 60,00      |
| 6    | ▲        | (7)          | LFH                | 57,00      |
| 7    | ▼        | (5)          | Liga Națională     | 53,22      |
| 8    | ▲        | (9)          | Prva Liga          | 41,50      |
| 9    | ▲        | (10)         | WHA Frauen         | 34,92      |
| 10   | ▲        | (14)         | Skopsko Super Liga | 33,67      |

Pentru sezonul 2015-2016
| Rang | Evoluție | Rang 2014/15 | Campionat         | Coeficient |
| ---- | -------- | ------------ | ----------------- | ---------- |
| 1    | ▬        | (1)          | Nemzeti Bajnokság | 112,44     |
| 2    | ▬        | (2)          | Tomsligaen        | 100,67     |
| 3    | ▲        | (4)          | Superliga         | 84,44      |
| 4    | ▼        | (3)          | Eliteserien       | 68,67      |
| 5    | ▬        | (5)          | Liga Națională    | 67,56      |
| 6    | ▲        | (7)          | Bundesliga        | 57,11      |
| 7    | ▲        | (8)          | LFH               | 53,92      |
| 8    | ▼        | (6)          | División de Honor | 45,11      |
| 9    | ▬        | (9)          | Prva Liga         | 42,00      |
| 10   | ▲        | (11)         | WHA Frauen        | 32,17      |

Pentru sezonul 2014-2015
| Rang | Evoluție | Rang 2013/14 | Campionat         | Coeficient |
| ---- | -------- | ------------ | ----------------- | ---------- |
| 1    | ▲        | (2)          | Nemzeti Bajnokság | 109,22     |
| 2    | ▼        | (1)          | Tomsligaen        | 85,67      |
| 3    | ▲        | (4)          | Eliteserien       | 83,67      |
| 4    | ▼        | (3)          | Superliga         | 82,22      |
| 5    | ▲        | (6)          | Liga Națională    | 74,67      |
| 6    | ▼        | (5)          | División de Honor | 74,22      |
| 7    | ▬        | (7)          | Bundesliga        | 61,44      |
| 8    | ▬        | (8)          | LFH               | 60,92      |
| 9    | ▬        | (9)          | Prva Liga         | 40,00      |
| 10   | ▬        | (10)         | 1.A DRL           | 33,17      |